# Alfabeto fonético conjunto Ejército/Armada
El alfabeto fonético conjunto Ejército/Armada (en inglés Joint Army/Navy Phonetic Alphabet) fue un alfabeto fonético desarrollado en 1941 y que fue usado por todas las ramas de las Fuerzas Armadas de los Estados Unidos hasta que fue reemplazado por el alfabeto fonético de la OTAN en 1956. Antes del alfabeto fonético conjunto cada rama de las Fuerzas Armadas usaba uno propio, haciendo que fuesen más difíciles las comunicaciones entre ambas.
El alfabeto fonético conjunto Ejército/Armada es el siguiente:
| Letra | Fonético | Letra | Fonético | Letra | Fonético |
| ----- | -------- | ----- | -------- | ----- | -------- |
| A     | Able     | M     | Mike     | Y     | Yoke     |
| B     | Baker    | N     | Nan      | Z     | Zebra    |
| C     | Charlie  | O     | Oboe     | 0     | Zero     |
| D     | Dog      | P     | Peter    | 1     | One      |
| E     | Easy     | Q     | Queen    | 2     | Two      |
| F     | Fox      | R     | Roger    | 3     | Three    |
| G     | George   | S     | Sail     | 4     | Four     |
| H     | How      | T     | Tare     | 5     | Five     |
| I     | Item     | U     | Uncle    | 6     | Six      |
| J     | Jig      | V     | Victor   | 7     | Seven    |
| K     | King     | W     | William  | 8     | Eight    |
| L     | Love     | X     | X-ray    | 9     | Nine     |